# Willie Bobo
William Correa (28 de febrero de 1934–15 de septiembre de 1983), conocido como Willie Bobo, fue un percusionista estadounidense de jazz, de raíces puertorriqueñas.

## Biografía
William Correa creció en el Harlem Español, en Nueva York. Se hizo conocido en el ámbito del jazz latino, especialmente en el jazz afrocubano, durante los años sesenta y setenta, tocando los timbales, su instrumento favorito. Conoció a Mongo Santamaría poco después de su llegada a Nueva York y estudió con él mientras hacía de traductor para él. Más tarde, con 19 años, se unió al grupo de Tito Puente con el que estuvo cuatro años.
El apodo de «Bobo» se lo puso la pianista de jazz Mary Lou Williams a comienzos de los años cincuenta.

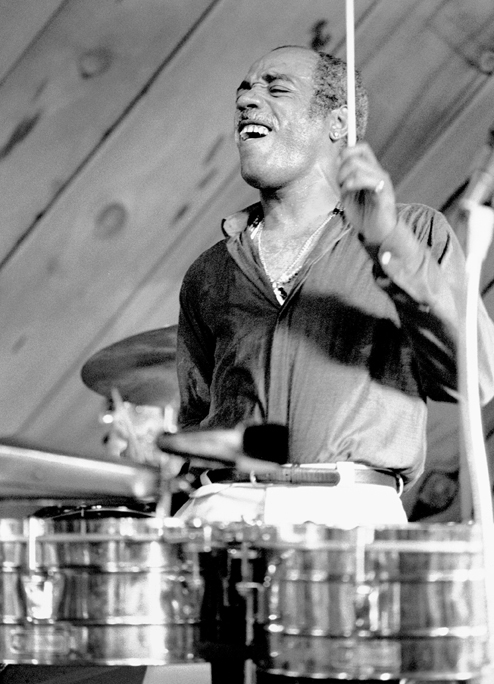
Willie Bobo tocando en la 'Bach Dancing & Dynamite Societ', Half Moon Bay, California, el 2 de septiembre de 1979

Su primer momento de éxito fue cuando se unió a la banda de George Shearing para grabar el disco The Shearing Spell. Después de Shearing, Cal Tjader pidió a Bobo y a Santamaría que formasen parte del Cal Tjader Modern Mambo Quintet, que grabó varios discos como durante la fiebre por el mambo que se produjo a finales de los años cincuenta. En los sesenta se unió a su mentor Santamaría y realizaron juntos el disco Sabroso! para el sello Fantasy. 
Más tarde formó su propio grupo realizando Do That Thing/Guajira con Tico y Bobo's Beat y Let's Go Bobo para Roulette, aunque sin conseguir un gran éxito.
Tras el enorme éxito del disco de Tjader Soul Sauce, en el que participó de forma relevante, Bobo formó una nueva banda con el respaldo de Verve Records, realizando Spanish Grease, cuyo tema principal es probablemente su obra más conocida. Tras este gran éxito, Bobo realizó siete discos más con Verve.
A comienzos de los años setenta, se trasladó a Los Ángeles. Allí se unió a su viejo amigo Richard Sanchez sr. y su hijo Richard Jr., y comenzó a grabar en estudio. Trabajó después como músico de sesión para Carlos Santana, entre otros, y formó parte de forma regular de la banda para la serie de televisión de Bill Cosby Cos. A finales de los setenta, grabó discos para Blue Note y Columbia Records.
Tras una etapa de debilidad por cuestiones de salud, falleció a los 49 años, sucumbiendo a un cáncer.
Su hijo, Eric Bobo (Eric Correa), es un percusionista que acompaña a Cypress Hill.

## Discografía
- Sabroso! (Fantasy, 1961)
- Do That Thing/Guajira (Tico, 1963)
- Bobo's Beat (Roulette, 1964)
- Let's Go Bobo! (Roulette, 1964)
- Spanish Grease (Verve, 1965)
- Uno, Dos, Tres 1.2.3 (Verve, 1966)
- Feelin' So Good (Verve, 1967)
- Juicy (Verve, 1967)
- Bobo Motion (Verve, 1967)
- Spanish Blues Band (Verve, 1967)
- A New Dimension (Verve, 1968)
- Evil Ways (Verve, 1968)
- Do What You Want To Do, Tomorrow Is Here (Sussex, 1971)
- Tomorrow Is Here (Blue Note, 1977)
- Hell Of An Act To Follow (Columbia, 1978)
- Bobo (Columbia, 1979)
- Lost & Found (Concord Picante, 2006)

### Filmografía
- 2008 Willie Bobo: King Conga